# Ivan Jonák
Ivan Jonák (7. března 1956 Praha – 24. února 2016 Praha) byl český kontroverzní podnikatel, odsouzený v roce 2002 k osmnácti letům vězení za objednání vraždy své manželky Ludviky.

## Život
Již před sametovou revolucí byl Jonák odsouzen k trestu odnětí svobody na 6 let. Po propuštění se živil jako popelář, vyhazovač, vekslák či taxikář. Dne 18. března 1983 si po kratší známosti vzal za ženu Ludviku Pecharovou.
Po sametové revoluci díky svým kontaktům založil Discoland Sylvie, který vlastnil spolu se svou manželkou a společníkem Helmutem Hugerem z Německa, který investici financoval. V dubnu 1992 byly Discoland Sylvie a bar Veronika (pojmenované po Jonákových dcerách) slavnostně otevřeny. Postupně se stal velmi vlivnou, ale kontroverzní osobností. Mezi jeho přáteli byly známé osobnosti z řad umělců i politiků. Jeho Discoland v 90. letech 20. století nabízel taneční večery s českou kuchyní, bar s drahými drinky, současnou hudbu a také striptýz. Díky jeho úspěchu si užíval přízně žen, a tak se rozešel se svou manželkou, která si otevřela stánek se zeleninou a s jeho společníkem chtěla svůj podíl v Discolandu Sylvie prodat. To se Jonákovi nelíbilo, a tak nechal svou manželku 7. dubna 1994 zavraždit nájemnými vrahy.
Později se i on stal obětí pokusů o vraždu, ale pokaždé se mu podařilo přežít. Dne 7. července 1994 vybuchla pod Jonákovým autem silná nálož, 8. července se kdosi pokusil Jonáka zastřelit. Střela prošla oběma tvářemi a roztříštila Jonákovi spodní zuby.
Jonák byl zatčen 6. září 1994, ve vazbě strávil přesně dva roky. Vystřídal celkem tři věznice: Ruzyni, Litoměřice a Pankrác. Partnerka Jaroslava, Jonákem přezdívaná „Jahůdka“, s kterou měl syna Adama, se s ním během jeho pobytu ve vězení rozešla; vystřídal ji vztah s Janou Vejtasovou řečenou „Plamínek“. Jonák byl v roce 2001 nepravomocně odsouzen na 18 let, odvolací soud mu 30. dubna 2002 snížil trest na 12 let.
Z výkonu trestu byl propuštěn 28. dubna 2014. Obvinění z nájemné vraždy své manželky i po propuštění odmítal. Chtěl obnovit slávu svého zchátralého podniku, ale na obnovu neměl peníze. Navíc se budova Discolandu stala předmětem rodinného sporu, který dospěl znovu k soudu. Jeho v té době už dospělé dcery vlastnily čtvrtinové majetkové podíly a chtěly budovu prodat, ale na jejich vyplacení neměl peníze.
Dne 24. února 2016 zemřel v osamocení a bez majetku ve svém bytě v pražských Kobylisích na zdravotní komplikace spojené s cukrovkou.

## Odraz v kultuře
V roce 1993 se objevil v TV seriálu Pomalé šípy a v roli mafiána (v podstatě hrál sám sebe) ve filmu Víta Olmera Nahota na prodej, pokusu o první český akční film, který je hodnocen jako jeden z nejhorších filmů té doby. Hrál i ve filmu Divoké pivo, který získal v roce 1995 antiocenění Plyšový lev coby nejhorší film roku.
V roce 2019 vyšla kniha vzpomínek, které napsal mezi roky 2005 až 2011 při pobytu ve vězení.
V roce 2022 se epizodní postava Ivana Jonáka objevila v novém kriminálním seriálu České televize Devadesátky. Představoval ho Michal Novotný.